# Língua domari
Domari é uma língua Indo-Ariana, falada por pessoas do povo Dom um dos mais antigos espalhadas pelo Oriente Médio, Norte da África, Cáucaso e Ásia Central. A língua é relatada como sendo falada no extremo norte do Azerbaijão, no sul e centro do Sudão, na Turquia, Irã, Iraque, Palestina, Israel, Jordânia, Egito, Sudão, Líbia, Tunísia, Argélia, Marrocos, Síria e Líbano. Em função da sistematicidade das mudanças de sons, sabemos com um certo grau de certeza que os nomes Domari e Romani derivam da palavra indo-europeia  indo-européia Dom. A própria língua deriva de uma língua indo-européia e compartilha muitas semelhanças com as línguas Punjabi e Rajasthani, que se originaram na Índia. Os árabes se referiram a eles como "nawar", pois eram pessoas nômades que originalmente emigraram da Ìndia para o Oriente Médio.
Domari é uma língua em extinção e atualmente está sendo abandonada pelas gerações mais jovens, de acordo com Yaron Matras. Em certas áreas como Jerusalém, apenas cerca de 20% dessas pessoas Dom, conhecidas como "Ciganos do Oriente Médio", falam a língua Domari nas interações cotidianas. A língua é principalmente falada pelos idosos na comunidade de Jerusalém. A geração mais nova é mais influenciada pelo árabe, portanto, a maioria só conhece palavras e frases básicas. A comunidade moderna de Doms em Jerusalém foi estabelecida pelos nômades que decidem se instalar dentro da Cidade Velha desde 1940 até a ocupação de 1967 (Matras, 1999).
O Domari também é conhecido como "Romani do Oriente Médio", "Tsigene", "Luti" ou "Mehtar". Não existe uma forma escrita padrão. No mundo árabe, ocasionalmente é escrito usando o alfabeto árabe e tem muito do [[língua árabe|Árabe] | e do Persa Persa]loanwords. O trabalho descritivo foi feito por Yaron Matras, que publicou uma gramática abrangente da linguagem, juntamente com uma avaliação histórica e dialectológica de fontes secundárias (Matras 2012).

## Comparação com Romani
Domari foi tido como sendo a "língua irmã" do Romani, tendo as duas línguas se separadoapós a partida do subcontinente indiano, mas uma pesquisa mais recente sugere que as diferenças entre elas são suficientemente significativas para tratá-las como dois idiomas separados dentro do grupo central Hindustani se idiomas. Os Dom e os Rom são, portanto, susceptíveis de ser descendentes de duas diferentes ondas de migração para fora da Índia, separadas por vários séculos.
No entanto, há semelhanças notáveis entre os dois além da sua origem na zona central indicada, mostrando um período de história compartilhada como populações itinerantes no Oriente Médio. Estes incluem arcaísmos compartilhados que foram perdidos nas línguas indo-arianas centrais ao longo do milênio desde a emigração Dom / Rom, uma série de inovações que os conecta com o grupo da zonoa noroeste, indicando uma rota de migração para fora da Índia e finalmente, uma série de mudanças sintáticas radicais devido à influência so superestrato] das línguas do Oriente Médio, incluindo a língua persa,as línguas árabes e o grego bizantino.

## Dialetos
A variedade mais conhecida de Domari é o Domari palestino, também conhecido como "Cigano sírio", o dialeto da comunidade Dom de Jerusalém, que foi descrito por R. A. Stewart Macalister na década de 1910. O palestino Domari é uma língua em perigo, com menos de 200 falrantes, sendo a maioria dos 1.200 membros da comunidade de Domaris de Jerusalém nativos do árabe palestino.
Outros dialetos incluem:
- Nawari na Síria, Jordânia, Líbano, Israel, Palestina e Egito.
- Kurbati (Ghorbati) na Síria e no oeste do Irã
- Helebi no Egito, Líbia, Tunísia, Argélia e Marrocos
- Halab / Ghajar no Sudan.[8]
- Karachi]] (Garachi) no norte Turquia, no norte Irã e no Cáucaso
- Marashi na Turquia
- Barack na Síria
- Churi-Wali em Afeganistão
- Vagriboli (Narikurava) no sul da Índia

Alguns dialetos podem ser altamente divergentes e não mutuamente inteligíveis. Fontes publicadas muitas vezes agrupam os dialetos de Domari e vários vocabulários não pertencentes ao grupo de diversas populações peripatéticas no Oriente Médio. Assim, não há nenhuma evidência de que o Lyuli, por exemplo, fale um dialeto de Domari, não havendo nenhuma conexão óbvia entre Domari e o vocabulário usado pelo Helebi do Egito.
A pequena língua Seb Seliyer  do Irã é distinta em seu vocabulário básico.

## Ortografia
Uma vez que Domari é uma língua minoritária do Oriente Médio para uma comunidade específica de falantes, não possui uma ortografia padrão há muitos anos; portanto, muitos escritores usaram diferentes sistemas ortográficos (da mesma forma que aconteceu com a língua Ladina). A maioria dos Oriente Médio usou a escrita árabe, enquanto os estudiosos fizeram uso de um alfabeto baseado em latim Pan-Vlakh modificado.

### Modificada Pan-Vlakh
Em 2012, Yaron Matras usou esse sistema em suas publicações recentes sobre este assunto onde a ortografia Pan-Vlakh serviu de base, com várias modificações:
- Romani j mofificada para y
- Romani c uso limitado à forma acentuada č para /tʃ/, a contrapartida de /dʒ/ denotada como dž
- Vogais dobradas para indicar som longo (aa ee ii oo uu)
- Ditongos denotando pares de vogais (ai au ei eu oi e assim por diante...)
- Letras adicionais usadas para palavras e nomesde origem semítica (ḍ ḥ ṣ ṭ ẓ ġ q ‘ ’ e assim por diante...)

### Pan-Domari
Um novo alfabeto baseado em latim semítico recentemente foi introduzido por alguns estudiosos com a finalidade de codificar Domari escrito.
O Alfabeto Pan-Domari, que foi inventado em 2015, é uma simplificação semítica da anterior notação Matras:
- Y é usado para /j/, e w para /w/—como em inglês
- X é usado para o som /x/—o conhecido {kh} gutural do Grego Russo e línguas do Oriente Médio
- Q fica como o som uvular (tonsíilica) tenue/plosivo ouvdo nas línguas semiticas
- Circunflexos são usadas para marcar vogais longas <â ê î ô û> e certas consoantes fricativas/africadas <ĉ ĝ ĵ ŝ ẑ> (={ch gh j sh zh})
- Pontos são usados sob letras para representar consoantes faringealizadas <ḍ ḥ ṣ ṭ ẓ> (IPA /d̪ˤ ħ sˤ t̪ˤ zˤ/)
- Outras letras incluem þ (thorn) e ð (edh) para fricativas interdentais, os caracteres <ʾ> (ʾalef/hamzaʾ—IPA /ʔ/) and <ʿ> (ʿayn—IPA /ʕ/), e a letra <ə> para o som xevá vogal.
- Os diptongos são assim denotados por vogais + digrafos aproximantes <ay aw ey ew oy ...>.

O alfabeto Pan-Domari está na tabela a seguir:
| Letra | Alternativa§ | IPA          | Nome da letra | som IPA    | Exemplo                              |
| ----- | ------------ | ------------ | ------------- | ---------- | ------------------------------------ |
| ʾ     | ’            | /ʔ/          | ʾalefu        | /ʔɑ•lɛ•fʊ/ | ʾalefu-bêþah Alfabeto                |
| A a   |              | /ɑ/          | a             | /ɑ/        | arat Noite                           |
| Â â   | Ā ā          | /aː/         | â             | /aː/       | âxir Ùltimo, fina                    |
| B b   |              | /b/          | be            | /bɛ/       | bâsbort Passaportet                  |
| C c   | *            | *            | ce            | *          | Coke (Qôk)                           |
| Ĉ ĉ   | CH ch        | /tʃ/         | ĉe            | /tʃɛ/      | ĉôna Menina                          |
| D d   |              | /d̪/          | de            | /d̪ɛ/       | dînar dinar                          |
| Ḍ ḍ   |              | /d̪ˤ/         | ḍe            | /d̪ˤɛ/      | ḍanḍ Dente; ḍêf Hóspede              |
| Ð ð   | DH dh        | /ð/          | ðe            | /ðɛ/       | ðawḥâʾ Bote                          |
| E e   |              | /ɛ/          | 'e            | /ɛ/        | eras Este                            |
| Ê ê   | Ē ē          | /eː/         | ê             | /eː/       | ĵêb Bolso                            |
| F f   |              | /f/~/ɸ/1     | fe            | /fɛ/       | finĵân Taça                          |
| G g   |              | /ɡ/          | ge            | /ɡɛ/       | gêsu Trigo                           |
| Ĝ ĝ   | GH gh        | /ɣ/~/ʁ/2     | ĝe            | /ɣɛ/       | ĝassâle Máquina de lavar             |
| H h   |              | /h/          | he            | /hɛ/       | Hnûd Indianos                        |
| Ḥ ḥ   |              | /ħ/          | ḥe            | /ħɛ/       | ḥaqq Direito                         |
| I i   |              | /ɪ/          | i             | /ɪ/        | Isrâʾîl Israel                       |
| Î î   | Ī ī          | /iː/         | î             | /iː/       | nhîr SAngue                          |
| J j   | *            | *            | je            | *          | Jeep (Ĵîpe)                          |
| Ĵ ĵ   | J j          | /dʒ/         | ĵe            | /dʒɛ/      | ĵâr neighbor                         |
| K k   |              | /k/          | ke            | /k/        | kâz gasolina, petróleo               |
| L l   |              | /l̪/          | le            | /l̪ɛ/       | Libnân Líbano                        |
| M m   |              | /m/          | me            | /mɛ/       | mâsûra tubo                          |
| N n   |              | /n̪/~/ŋ/~/ɲ/3 | ne            | /n̪ɛ/       | nohri tomate                         |
| ʿ     | ‘            | /ʕ/          | ʿayenu        | /ʕɑ•jɛ•n̪ʊ/ | ʿIbrânî Hebreu                       |
| O o   |              | /ɔ/          | o             | /ɔ/        | oŝt lip                              |
| Ô ô   | Ō ō          | /oː/         | ô             | /oː/       | Dômarî Domari                        |
| P p   |              | /p/          | pe            | /pɛ/       | ple dinheiro                         |
| Q q   |              | /q/          | qe            | /qɛ/       | qayîŝ comida                         |
| R r   |              | /r/~/ɾ/4     | re            | /rɛ/       | rxîṣ barato                          |
| S s   |              | /s/          | se            | /sɛ/       | sûq mercado                          |
| Ṣ ṣ   |              | /sˤ/         | ṣe            | /sˤɛ/      | ṣaḥafi jornalista                    |
| Ŝ ŝ   | SH sh        | /ʃ/          | ŝe            | /ʃɛ/       | ŝmâriya frango, galinha              |
| T t   |              | /t̪/          | te            | /t̪ɛ/       | turĵman tradutor, intérprete         |
| Ṭ ṭ   |              | /t̪ˤ/         | ṭe            | /t̪ˤɛ/      | ṭarmabil automóvel                   |
| Þ þ   | TH th        | /θ/          | þe            | /θɛ/       | Þawrâ Thor (deus nórdico)            |
| U u   |              | /ʊ/          | u             | /ʊ/        | ustâz professor, intérprete          |
| Û û   | Ū ū          | /uː/         | û             | /uː/       | ûyar cidade; Til-Ûyar Jerusalem      |
| V v   |              | /v/~/β/5     | ve            | /vɛ/       | vîsa vito, affidavit; qravat gravata |
| W w   |              | /w/          | we            | /wɛ/       | waqt tempo                           |
| X x   | KH kh        | /x/~/χ/6     | xe            | /xɛ/       | xarbûŝ tent; xârfân cordeiro, ovelha |
| Y y   |              | /j/          | ye            | /jɛ/       | Yasûʿ Jesus                          |
| Z z   |              | /z/          | ze            | /zɛ/       | zard ouro; zarf envelope             |
| Ẓ ẓ   |              | /zˤ/         | ẓe            | /zˤɛ/      | ẓâbiṭ oficial                        |
| Ẑ ẑ   | ZH zh        | /ʒ/          | ẑe            | /ʒɛ/       | ẑbin testa                           |
| Ǝ ǝ   | Ė ė          | /ə/~/ʌ/7     | ŝǝwaʾ         | /ʃə•wɑʔ/   | ŝǝwaʾ shǝwaʾ, Xevá                   |

NOTAS
§ Alternativas de ortografia são mostradas para certos desses sons (isto é, quando digitar em um teclado ASCII ou typewriter, ou quando / onde os computadores não podem mostrar as letras Domari acentuadas apropriadas); Esses alternativos também são usados na série de artigos.'
1  A letra fe pode ser soada como uma fricativa labiodental / f / ou bilabial [ɸ], dependendo do contexto ou da origem de uma determinada palavra / nome.
2  A letra ĝe geralmente representa uma fricativa velizada vocal / ɣ /, mas pode soar como um velarolaryngeal [ʁ] em palavras / nomes derivados de árabe, persa e Urdu.
3  A letra ne geralmente representa um nasal dental expresso / n̪ /; no entanto, manifesta-se como um velar [ŋ] antes das letras g ĝ k q x, mas como um palatal [ɲ] antes das letras ' ĉ ĵ y.
4  A letra re representa um [ɾ] ou um ressonante rótico [r] robusto, dependendo da posição dentro de uma palavra / nome, e se ele aparece sozinho ou duplo.
5  A letra ve aparece principalmente em palavras e nomes derivados de empréstimos estrangeiros, e pode representar um labiodental vocal / v / ou uma fricativa bilabial [β] voz.
6  A letra xe (pronunciada KHEH) geralmente representa uma fricativa velar surda / x /, mas geralmente é soada como uma velar laringeal / χ / um em dezenas de palavras de nomes de origem estrangeira são derivados do árabe, persa e Urdu.
7  A letra da vogal chamada  ŝǝwa'  (seu nome deriva do ponto cognitivo da vogal hebraica para este mesmo som) representa a vogal neutra média-média central, tal como existe nas palavras inglesas about, taken, pencil, brother e circus . Embora a sua percepção normal seja de fato [ə], ela pode variar na direção de uma média mais alta [ʌ] ou uma inferior inferior [ɜ], dependendo do dialeto falado.
- Nota Especial*:  As letras simples (não acentuadas)  c  e  j  só são encontradas em palavras e nomes de origem estrangeira, conforme mostrado na tabela acima.

Vogais
Existem cinco sons de vogais principais, no entanto, este inventário mostra a variação e a quantidade de vogais curtas. A maioria é intercambiável com um som de vogais próximas, no entanto, todos os sons produzidos acima são idênticos ao árabe palestino local (Matras, 1999).
|         | Anterior     | Central      | Posterior    |
| ------- | ------------ | ------------ | ------------ |
| Fechada | i /ɪ/ î /iː/ |              | u /ʊ/ û /uː/ |
| Medial  | e /ɛ/ ê /eː/ | ǝ /ə/        | o /ɔ/ ô /oː/ |
| Aberta  |              | a /ɑ/ â /aː/ |              |

Consoantes
A maioria dessas consoantes é influenciada pelo árabe palestino, com a geminação; no entanto, as consoantes como [p], [g], [tʃ] e [h] não são encontradas no dialeto local. Há uma especulação entre os linguistas de que esses sons são considerados parte do componente pré-árabe. Africados alveopalatais como [tʃ] e [dʒ] são também consoantes que diferem em som do árabe (Matras, 1999).
|                      | Bilabial  | Labiodental | Interdental | Apical    | Laminal | Palatal | Velar     | Uvular | Glotal | Faringeal | Laringeal |
| -------------------- | --------- | ----------- | ----------- | --------- | ------- | ------- | --------- | ------ | ------ | --------- | --------- |
| Surda Tenuis         | p /p̚/     |             | t /t̪̚/       |           |         |         | k /k̚/     | q /q̚/  | ʾ /ʔ/  | ṭ /t̪̚ˁ/    |           |
| Sonora Tenuis        | b /b/     |             | d /d̪/       |           |         |         | g /ɡ/     |        | ʿ /ʕ/  | ḍ /d̪ˁ/    |           |
| Voiceless Fricativas | f [ɸ]     | f /f/~/ɸ/   | þ /θ/       | s /s/     | ŝ /ʃ/   |         | x /x/~/χ/ |        |        | ṣ /sˤ/    | x [χ]     |
| Sonoras Fricativas   | v [β]     | v /v/~/β/   | ð /ð/       | z /z/     | ẑ /ʒ/   |         | ĝ /ɣ/~/ʁ/ |        |        | ẓ /zˤ/    | ĝ [ʁ]     |
| Surdas Africadas     |           |             |             |           | ĉ /tʃ/  |         |           |        |        |           |           |
| Sonoras Africadas    |           |             |             |           | ĵ /dʒ/  |         |           |        |        |           |           |
| Nasais               | m /m/     |             | n /n̪/       |           |         | n [ɲ]   | n [ŋ]     |        |        |           |           |
| Laterais             |           |             | l /l̪/       |           |         |         |           |        |        |           |           |
| Rhóticas             |           |             |             | r /ɾ/~/r/ |         |         |           |        |        |           |           |
| Aproximantes         | w /w/~/ʋ/ |             |             |           |         | y /j/   |           |        | h /h/  | ḥ /ħ/     |           |

Comparação Árabe e Domari:
A maior diferença na expressão da linguagem entre árabe e Domari é onde a tonicidade está localizada. O árabe tem tonicidade em nível de fonema, enquanto Domari é uma linguagem de tonicidade em nível de palavra. A linguagem Domari enfatiza o tonicidade na sílaba final, bem como marcadores gramaticais para gênero e número. A maioria dos substantivos, além de nomes próprios, adotados a partir dos sons árabes são distintos devido à tonicidades únicas em Domari (Matras, 1999). Acredita-se que Domari tomou emprestado muitas palavras e estrutura gramatical do árabe; No entanto, isso não é inteiramente verdade. Os verbos complexos e a maioria das preposições básicas não se transferiram para os domínios da gramática da língua Domari. A tipologia sintática permanece independente da influência árabe. Também é importante notar que os números utilizados pelos "Doms" foram herdados dos curdos. Embora Domari tenha sido influenciado pelo árabe local, a língua também sentiu os impactos dos curdos e certos dialetos do iraniano na gramática da língua.

## Numerais
Aqui está uma tabela de números (1-10, 20 e 100) em Hindi, Romani, Domari, Lomavren e Persa para comparação.
| Numeral | Hindi | Romani    | Domari        | Lomavren | Persa     |
| ------- | ----- | --------- | ------------- | -------- | --------- |
| 1       | ek    | ekh, jekh | yek, yika     | yak, yek | yak, yek  |
| 2       | do    | duj       | dî            | luy      | du, do    |
| 3       | tīn   | trin      | tirin         | tərin    | se        |
| 4       | cār   | štar      | ŝtar          | iŝdör    | čahār/čār |
| 5       | pāñc  | pandž     | panĵ          | penĵ     | panǰ      |
| 6       | chay  | šov       | ŝaŝ           | ŝeŝ      | ŝaŝ, ŝeŝ  |
| 7       | sāt   | ifta      | hawt, hoft    | haft     | haft      |
| 8       | āt̥h   | oxto      | hayŝt, haytek | haŝt     | haŝt      |
| 9       | nau   | inja      | nu            | nu       | nuh, noh  |
| 10      | das   | deš       | dez           | las      | dah       |
| 20      | bīs   | biš       | wîs           | vist     | bist      |
| 100     | sau   | šel       | say           | say      | sad       |

## Domari hoje
O Domari de Jarusalém é falado fluentemente apenas entre a geração mais velha na comunidade Dom. Essas pessoas nômades têm sido bilíngües por muitas gerações, no entanto recentemente houve uma mudança de idioma para a língua geográfica dominante, o árabe. Na década de 1940, os Dom começaram a abandonar sua cultura nômade e começaram a se estabelecer e trabalhar na economia local. Isso levou ao próximo fenômeno, a assimilação de crianças "Dom" no sistema escolar primário, que marcou a primeira geração crescendo num ambiente acadêmico ao lado de crianças árabes. Conseqüentemente, essa geração de 1940 não fala fluentemente a língua Domari. O árabe substituiu seu Domari nativo e tornou-se o idioma da comunicação de geração cruzada. Em Jerusalém, estima-se que existem cerca de 600-900 membros da população  Dom  em Jerusalém. Menos de 10% podem se comunicar efetivamente em Domari.

## Amostra de texto
Minden Haleman u raw-erden u garen u-desas-ta. Gara mawmom waŝliman. Nanden wis daway qlaranki u kunden-sa e-desas-ma. Besawi hromi ĵurak min o-desas-ki. Garen Till-uyarta, laherden Domeni, marde amin-kara di bakra u keren u piren. Aren min hnona, rawrden, garen Ĉuyak-desas-ta. Zarak parda bay-im u nasra minẑ-is. Rasrom-us pandas-ma, ferom-is dfangak u dirdom bitas u moldom-is. Laherdom ĵuri pandasma, ferom-is lawrie-ma, bagerdom siri-us.
Português
Nós partimos por nós mesmos e viajamos e fomos para aquele lugar. Meu tio foi comigo. Nós compramos (e levamos) vinte camelos dos beduínos e os vendemos naquele lugar. Eu me casei com uma mulher daquele lugar. Nós fomos para Jerusalém, encontramos Dom. Eles mataram para nós duas ovelhas e nós comemos e bebemos. Nós viemos de lá, viajamos, fomos para o Egito.